# I. e. 269
Évszázadok: i. e. 4. század – i. e. 3. század – i. e. 2. század
Évtizedek: i. e. 310-es évek – i. e. 300-as évek – i. e. 290-es évek – i. e. 280-as évek – i. e. 270-es évek – i. e. 260-as évek – i. e. 250-es évek – i. e. 240-es évek – i. e. 230-as évek – i. e. 220-as évek – i. e. 210-es évek
Évek: i. e. 274 – i. e. 273 – i. e. 272 – i. e. 271 –  i. e. 270 – i. e. 269 – i. e. 268 – i. e. 267 – i. e. 266 – i. e. 265 – i. e. 264

## Események

### Róma
- Quintus Ogulnius Gallust és Caius Fabius Pictort választják consulnak.
- A szamniszok és a picenusok is fellázadnak a római uralom ellen.
- Rómában először vernek ezüstpénzt, a denariust.
- Elkészül az Anio Vetus vízvezeték, melynek építését i.e. 272-ben kezdték el a Pürrhosztól zsákmányolt kincsekből.

### Szicília
- Szürakuszai hadparancsnoka, Hierón döntő vereséget már a Messzénébe befészkelt zsoldosseregre, a mamertinusokra. Honfitársai hálából királlyá kiáltják ki. Karthágó megakadályozza Messzéné elfoglalását.

## Születések
- I. Attalosz pergamoni király

## Fordítás
- Ez a szócikk részben vagy egészben  a(z)   269 v. Chr. című német Wikipédia-szócikk ezen változatának fordításán alapul.  Az eredeti cikk szerkesztőit annak laptörténete sorolja fel. Ez a jelzés csupán a megfogalmazás eredetét és a szerzői jogokat jelzi, nem szolgál a cikkben szereplő információk forrásmegjelöléseként.